# 君だけに
「君だけに」（きみだけに）は、少年隊の6枚目のシングル。

## 解説
- 少年隊が主演した東宝映画「19 ナインティーン」主題歌および「PLAYZONE'87 TIME-19」テーマソング。
- 『第38回NHK紅白歌合戦』出場曲。少年隊自身、オリコンチャートで通算5曲目の首位獲得、1987年のオリコン年間シングル売り上げ第10位。またオリコンTOP100内に21週間チャートインし、少年隊のなかでも史上最長のロングヒットとなった[1]。
- 少年隊として初めてのスロー・バラード曲。またシングル・セールスでは、1985年のデビュー曲「仮面舞踏会」に次ぐ2番目のヒット曲となる。
- 曲中では、メンバーが指を弾いて鳴らすというパフォーマンスに特徴がある。この指の音は東山のものをサンプリングしたと、後に東山自ら「ミュージックステーション」内で語っている。
- 振付師の山田卓に「これで踊るバラードが完成した。」と言われた。
- 8センチCDとして、1991年2月10日に再販された。
- 2020年12月12日リリースのベストアルバム「少年隊 35th Anniversary BEST」の完全受注生産限定盤 Disc 5には、歌を再録音した「君だけに［New vocal］」、「ミッドナイトロンリービーチサイドバンド [New Vocal] 」が収録されている[2]。
- ディレクターの鎌田俊哉が作曲の筒美京平より、「『君だけに』は、もともと植草の声をイメージして作った曲だから、歌い出しは植草にしてくれ」と言われた為、最初の歌いだしが植草が担当となったと植草自身が語った[1]。

## 収録曲
- 全曲作詞：康珍化／作曲：筒美京平／編曲：馬飼野康二

Side A
1. 君だけに
2. 君だけに(カラオケ) (シングルカセットのみ)

Side B
1. ミッドナイト・ロンリー・ビーチサイド・バンド
2. ミッドナイト・ロンリー・ビーチサイド・バンド(カラオケ) (シングルカセットのみ)

## 映像作品
君だけに
- PLAYZONE'87 TIME-19 THE PREVIEW
- PLAYZONE'88 カプリッチョ ―天使と悪魔の狂想曲―
- SHONENTAI DINNER SHOW
- SPRING TOUR 90
- PLAYZONE'90 MASK
- SPRING TOUR 92
- 少年隊 DINNER SHOW 愛と勇気
- PLAYZONE'95 KING&JOKER
- 少年隊10th ANNIVERSARY LIVE 1995〜1996
- PLAYZONE'96 RHYTHM
- 1998.1.16,17 TOKYO TAKARAZUKATHEATER
- PLAYZONE'98 5nights
- PLAYZONE2000 "THEME PARK"
- PLAYZONE2002 愛史
- PLAYZONE2003 Vacation
- PLAYZONE2005 〜20th Anniversary〜 Twenty Years…そしてまだ見ぬ未来へ
- PLAYZONE2007 Change 2 Chance
- PLAYZONE FINAL 1986-2008〜SHOW TIME Hit Series〜 Change

ミッドナイト・ロンリー・ビーチサイド・バンド
- SHONENTAI DINNER SHOW
- SPRING TOUR 92

## カバー
- TOKIO　2004年（アルバム『TOK10』に収録）
- 及川光博　2004年（アルバム『GOLD SINGER』に収録）
- 稲垣潤一　2005年（アルバム『Unchained Melody』に収録）
- MIHIRO 〜マイロ〜　2009年（アルバム『My Way』に収録）
- 西川貴教　2021年（アルバム『筒美京平SONG BOOK』に収録）